# Khương Yển
Khương Yển (chữ Hán phồn thể: 姜堰區, chữ Hán giản thể: 姜堰区) là một quận thuộc địa cấp thị Thái Châu, tỉnh Giang Tô, Cộng hòa Nhân dân Trung Hoa. Cho tới tháng 12 năm 2012 nó là một thành phố cấp huyện.
Quận này có diện tích 927,53 ki-lô-mét vuông, dân số 728.645 người. Mã số bưu chính là 225500. Chính quyền quận đóng ở nhai đạo La Đường. Khương Yển cũng là quê hương của Hồ Cẩm Đào.

## Lịch sử
Quận Khương Yển thời kỳ Xuân Thu Chiến Quốc trước sau thuộc về các quốc gia Ngô, Việt, Sở. Thời Tần thuộc quận Đông Hải, thời Tây Hán thuộc huyện Hải Lăng. Năm Nguyên Thú thứ 6 thời Hán Vũ Đế (117 TCN) lập huyện Hải Lăng, trụ sở đặt tại khu vực ngày nay thuộc địa cấp thị Thái Châu. Năm Vũ Đức thứ 3 thời Đường Cao Tổ (620) đổi tên huyện Hải Lăng thành Ngô Lăng. Năm Thăng Nguyên thứ 1 thời Nam Đường Cao Đế (937) nâng cấp thành Thái Châu.
Năm đầu thời Trung Hoa dân quốc bỏ châu tái lập huyện, là huyện nhưng trụ sở lại đặt tại thành phố cấp huyện Thái Châu. Tháng 10 năm 1940 chính quyền huyện Thái kháng Nhật thành lập tại trấn Hải An (nay thuộc huyện Hải An). Tháng 5 năm 1949 chính quyền nhân dân huyện Thái di chuyển về phía tây trấn Khương Yển. Sau khi thành lập Cộng hòa Nhân dân Trung Hoa thì huyện Thái và thành phố cấp huyện Thái Châu trải qua 2 lần chia tách và sáp nhập. Tháng 1 năm 1962 tái lập huyện Thái, trụ sở đặt tại trấn Khương Yển. Năm 1994 triệt huyện lập thành phố cấp huyện, đổi tên thành thành phố Khương Yển. Năm 1996 trực thuộc địa cấp thị Thái Châu mới thành lập. Tháng 12 năm 2012 triệt tiêu thành phố cấp huyện Khương Yển để thiết lập quận Khương Yển thuộc địa cấp thị Thái Châu.

## Phân chia hành chính
Quận Khương Yển chia ra thành 2 nhai đạo, 14 trấn, 1 khu khai phát kinh tế và 1 khu phong cảnh danh thắng cấp tỉnh, 59 cư dân ủy viên hội, 263 thôn ủy hội.
- Nhai đạo: La Đường, Tam Thủy. Hai nhai đạo này tách ra từ trấn Khương Yển cũ.
- Trấn: Trăn Đồng, Tương Đóa, Cố Cao, Đại Luân, Trương Điện, Lương Từ, Kiều Đầu, Ứ Khê, Bạch Mễ, Lâu Trang, Trầm Cao, Hưng Thái, Du Đóa, Hoa Cảng.